# Ursulus stehlini
Ursulus stehlini és una espècie de carnívor extint de la família dels ossos (Ursidae) que visqué durant el Plistocè. Se n'han trobat restes fòssils a Hongria. Segons l'obra de referència Mammal Species of the World, el gènere Ursulus és sinònim del gènere modern Ursus.